# Mike Collins (Politiker)

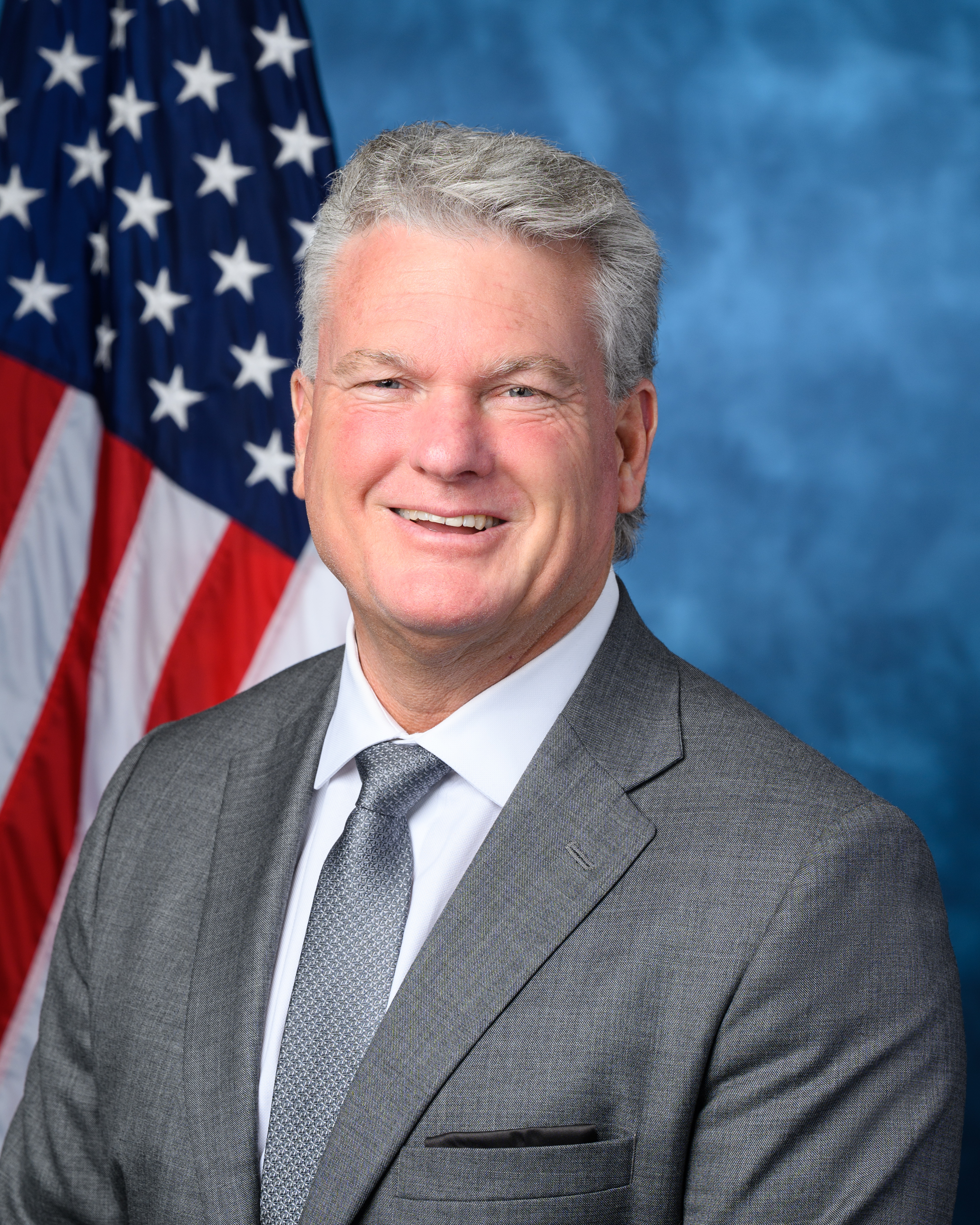
Mike Collins (2023)

Mike Collins (* 2. Juli 1967 in Jackson (Georgia)) ist ein US-amerikanischer Politiker und Geschäftsmann. Er vertritt seit dem 3. Januar 2023 den 10. Kongresswahlbezirk von Georgia im Repräsentantenhaus der Vereinigten Staaten. Collins ist Mitglied der Republikanischen Partei.

## Leben
Mike Collins wurde als Sohn des Politikers Mac Collins geboren.
Collins hat einen Abschluss in Betriebswirtschaft von der Georgia State University erworben und mehrere kleine Unternehmen betrieben, darunter ein Transportunternehmen mit über 100 Mitarbeitern. Er ist verheiratet und hat drei Kinder.

## Politik

### Repräsentantenhaus
Er bewarb sich erstmals bei der Kongresswahl 2014 um ein Mandat im Repräsentantenhaus der Vereinigten Staaten. Er musste sich in der Vorwahl Jody Hice geschlagen geben.
Mike Collins trat in der Kongresswahl 2022 im 10. Kongresswahlbezirk an. Er erhielt in der Vorwahl 26 % der Stimmen und müsste sich einer Stichwahl stellen, da kein Kandidat die absolute Mehrheit erreichte. In der Stichwahl musste er gegen den von Donald Trump unterstützten Vernon Jones antreten und wurde seinerseits von Georgias Gouverneur Brian Kemp unterstützt. Collins setzte sich gegen Jones durch. Die Hauptwahl im November 2022 konnte er gegen die Demokratin Tabitha Johnson-Green mit 64,5 % für sich entscheiden.
Bei der folgenden Wahl 2024 zum 119. Kongress hatte Mike Collins in der Vorwahl keinen Herausforderer, während sich bei den Demokraten Lexy Doherty für die Hauptwahl qualifizierte. Er gewann gegen Doherty mit 63,1 %. Während seiner zweiten Amtszeit brachte er den Laken Riley Act ein, der die Abschiebung von wegen bestimmten Straftaten vorbestraften Einwanderern vorschreibt.

### Senatskandidatur
Am 28. Juli 2025 gab Collins bekannt, dass er wie sein Parteifreund Buddy Carter sich 2026 um den Sitz des Demokraten Jon Ossoff im Senat der Vereinigten Staaten bewerbe.

### Positionen
Collins ist ein konservativer Politiker, der sich für eine Reduzierung der Bundesregulierungen einsetzt und die unternehmerische Initiative fördern möchte. Er wurde von dem ehemaligen Senator Rick Santorum unterstützt, der ihn als „stockkonservativ“ bezeichnete.
Mike Collins ist im Repräsentantenhaus Mitglied der Ausschüsse für Wissenschaft und Verkehr sowie der Unterausschüsse für Energie und Umwelt. Sein Büro befindet sich im Longworth House Office Building in Washington, D.C.
Nachdem die Bischöfin Mariann Edgar Budde im Gottesdienst nach der Amtseinführung von US-Präsident Donald Trump im Januar 2025 Fürbitten für Menschen, die sich aus verschiedenen Gründen in den USA unter der Trump-Regierung fürchten, gesprochen hatte, forderte Collins, dass die 1959 in New Jersey geborene Budde „auf die Deportationsliste“ gesetzt werde.